# Abu Jahja Abu Bakr
Abu Jahja Abu Bakr ibn Abdulhak (arab. أبو يحيى بن عبد الحق = Abū Yahya ibn ʿAbd al-Ḥaqq, zm. 1258) – szejk rodu Marynidów od 1244 roku i pierwszy marynidzki sułtan Maroka od 1248 roku, syn szejka Abdulhaka I.

## Życiorys
Chociaż Marynidzi już od początku XIII wieku wchodzili w konflikt z panującą w Maroku dynastią Almohadów, dopiero po osłabieniu pozycji tych ostatnich wyrośli na znaczącą potęgę w kraju. Początkowo walczyli jako najemnicy Almohadów przeciw Abdalwadydom, jednak pod rządami Abu Jahji Abu Bakra nastąpił kres tej współpracy. 
W 1245 roku Marynidzi zajęli Meknes, a w 1248 roku również Fez, który stał się siedzibą nowej dynastii. Władza Almohadów utrzymała się tylko w południowym Maroku, a Abu Jahja Abu Bakr ogłosił się sułtanem. Żeby wzmocnić pozycję dynastii, sułtan uznał kalifat Hafsydów w Ifrikiji. Zarządcami opanowanych przez siebie terytoriów ustanowił swoich synów i innych krewnych. 
Po śmierci sułtana na tronie zasiadł jego syn Umar. Inni krewni zmarłego sułtana, dysponując znacznymi wpływami jako zarządcy poszczególnych miast, sami sięgnęli jednak po władzę i doszło do walk wewnątrz klanu. Zwycięsko wyszedł z nich brat Abu Jahji Abu Bakra Abu Jusuf Jakub.